# LK-1
LK-1 – pierwszy stopień (dopalacz) izraelskich rakiet nośnych Shavit-1.